# Pterolophia partealboantenata
Pterolophia partealboantenata là một loài bọ cánh cứng trong họ Cerambycidae.